# Donaufurstendömena
Donaufurstendömena (rumänska: Principatele Dunărene) var benämningen på furstendömena Moldavien och Valakiet och som uppstod i början av 1300-talet. Begreppet myntades i den habsburgska monarkin efter Freden i Kutschuk-Kainardji år 1774 i syfte att avsätta ett område med en liknande geopolitisk situation vid nedre Donau. Begreppet användes sedan ofta av utländska politiker och i allmän opinion fram till unionen mellan de två furstendömena år 1859.
Vid sidan av Transsylvanien, blev De Förenade Furstendömena Valakiet och Moldavien grunden för den rumänska nationalstaten..

## Historia

### Tidig historia

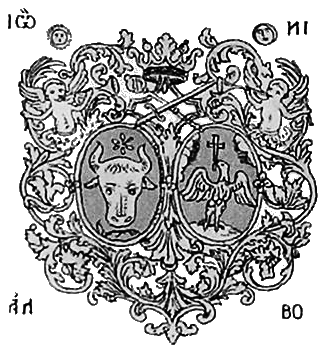
Nicolae Mavrocordats vapensköld (tidigt 1700-tal)

De två uppstod som vasallstater till Kungariket Ungern (i fallet Valakiet hade ungersk suzeränitet funnits med i de författningar som föregick det gemensamma styret av Basarab I) och fortsatte så fram till deras oberoenden (år 1330 för Valakiet och år 1359 för Moldavien). Valakiet (år 1476) och Moldavien (år 1538) kom under inledande osmansk suveränitet; de behöll dock sitt självstyre inom alla områden utom utrikespolitik, förutom under perioder när enskilda prinsar utmanade den osmanska suveräniteten och även etablerade omfattande utrikesrelationer — en sådan regering var under Mikael den modige, som också ingick en personalunion mellan Donaufurstendömena och med Transsylvanien år 1600.
Efter ett tydligt minskat oberoende och framgång under 1500- och 1600-talen (direkt kopplat till kraven från Höga porten under Osmanska rikets stagnation), blockerades vidare oberoende och uppror, som kopplade de två länderna till den Habsburgska monarkins och Tsarrysslands offensiver under osmanska krigen, av osmanerna genom införandet av fanarioterstyre över de två länderna — år 1711 i Moldavien och år 1714 i Valakiet). 
Detta, kombinerat med de första administrativa reformerna, måste generellt vara beroende av plundring och sammanföll med en förödande period i ländernas historia då de blev huvudscen för krigshandlingar under en rad konfrontationer mellan ryska, habsburgska och osmanska styrkor (fram till mitten av 1800-talet kom de ofta under tillfälliga ryska och habsburgska ockupationer och ibland styren — så som inträffade för regionerna Oltenien, Bukovina och Bessarabien). Den höga beskattningen, tillrättavisningar, krig och plundring under dessa hundra år medförde till en väsentlig försämring av ekonomin och det kulturella livet och till en minskning av befolkningen.

### Tidigt 1800-tal

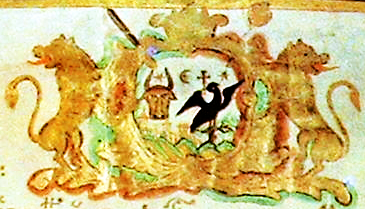
Constantin Ipsilantis vapensköld (1805)

De två länderna blev förbundna till följd av Greklands oberoende under grekiska frihetskriget: Filiki Eteria, som stöttades av de flesta fanarioterna, manövrerade in Moldavien, medan Valakietupproret år 1821 kombinerade anti-fanariotiska känslor med trohet till Eteria - slutligen kom dessa två aspekter i konflikt inom rörelsen och ett valakesiskt initiativ stjälptes av en eteriansk administration som måste dra sig tillbaka inför en osmansk invasion.
Trots att dessa händelser medförde avvecklande av fanarioterstyret av Höga Porten själv, medförde detta små konsekvenser och när ett nytt ryskt-turkiskt krig under åren 1828-1829 bröt en period av rysk ockupation under formellt osmanskt överinseende, utökades mellan 1829 och Krimkriget. En parallell rysk militär administration sattes in medan de två furstendömena gavs det första styrande dokumentet (Regulamentul Organic): även om det aldrig infördes fullt ut bekräftade det en modernisering av regeringen, skapade ett nytt lagramverk som reformerade den offentliga administrationen och hade en stor påverkan på det politiska livet under de kommande decennierna. Det ryska trycket för förändringar i texten uppfattades av valakierna och moldavierna som en drivkraft för att få bort områdena från osmanskt styre och kopplade dem till ett mycket mer centraliserat och absolutistiskt imperium. Detta sammanföll med en period av nationellt uppvaknade och revolutionerna år 1848 - avvisande av ryskt förmyndarskap under den moldaviska revolutionen år 1848 och den valakesiska revolutionen samma år sågs på med sympati av Höga Porten, men krav från Ryssland ledde slutligen till en gemensam ockupation under åren efter det att upproret slagits ner.

### Förenade furstendömen

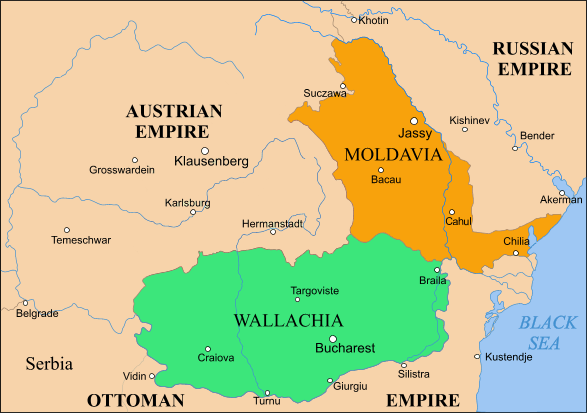
Donaufurstendömena vid mitten av 1800-talet

Följden av det ryska nederlaget år 1856 (Parisfreden medförde en period av gemensamt förmyndarskap av osmanerna och stormaktskongressen (Förenade kungariket Storbritannien och Irland, Andra kejsardömet, Kungadömet Sardinien, Kejsardömet Österrike, Preussen och, dock inte fullt ut, Ryssland) Medan Moldavien-Valakiets nationalistiska parti, som kom att dominera de politiska kraven, fick sympati av fransmännen, ryssarna, preussarna och sardinierna, men avvisades av det Österrikiska Imperiet, som såg med misstänksamhet på Storbritannien och Osmanska riket. Förhandlingar resulterade i ett avtal om en minimal och formell union - dock att val till ad-hoc divans år 1859 tjänade på en oklarhet i avtalets slutliga text (som specificerade två troner, men inte förhindrade att samma person upprätthöll båda) och gjorde det möjligt för Alexandru Ioan Cuza att regera som Domnitor över De Förenade Furstendömena Valakiet och Moldavien (av Rumänien från år 1861). 

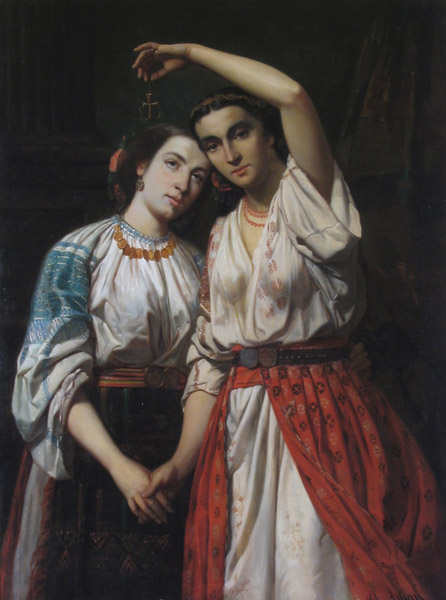
Theodor Amans målning Furstendömenas förening

Unionen cementerades av Cuzas osanktionerade interventioner i texten av tidigare grundlagar, liksom av de omständigheter som hans avsättning år 1866, när det snabba valet av Carol I, som stöddes av ett allt viktigare Preussen, och det Tyska enhetskriget gjorde att åtgärder inte kunde vidtas mot unionen.
År 1878, efter det rumänska frihetskriget, skakade Rumänien av sig det formella osmanska styret, men kom i konflikt med sin allierade Ryssland om det ryska kravet på Bujak (södra Bessarabien) - slutligen tilldelades Rumänien norra Dobrudzja i utbyte mot södra Bessarabien. Kungadömet Rumänien uppstod år 1881.